# Gorinchem

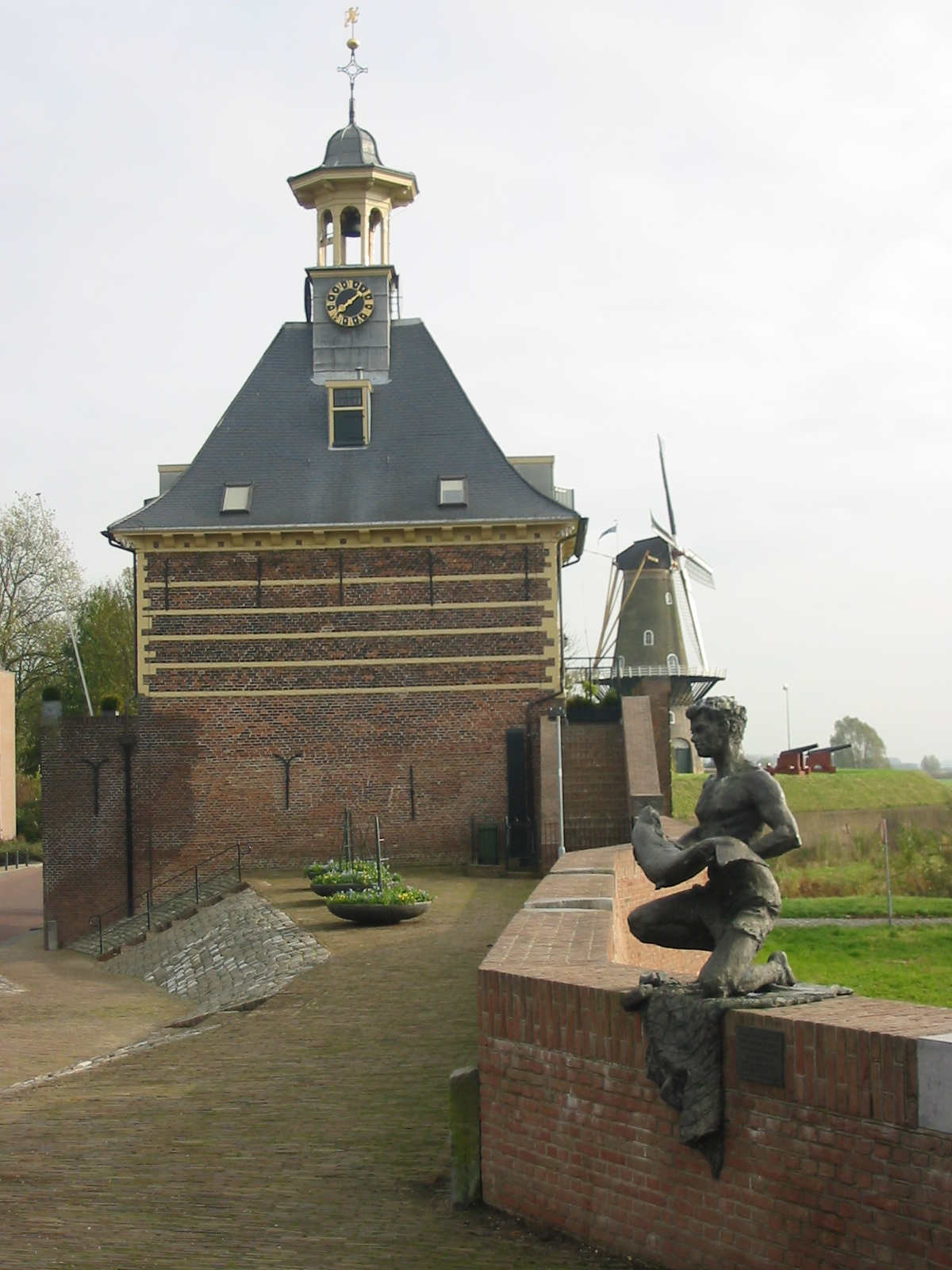
Dalem Gate

Gorinchem (phát âmⓘ), also called Gorkum (Bản mẫu:Audio-nohelp), là một thành phố và đô thị ở phía tây Hà Lan, trong tỉnh Zuid-Holland. Đô thị này có diện tích 21,99 km² (8,49 mile²) trong đó 3,03 km² (1,17 mile²) là diện tích mặt nước. Dân số là 34.623 trong năm 2004.